# Темна матерія (телесеріал)
«Темна матерія» (англ. Dark Matter) — канадсько-американський фантастичний телесеріал 2015 р. від творців всесвіту «Зоряних брам» Джозефа Маллоцці і Пола Муллі, оснований на коміксі з однойменною назвою. Телеканал Syfy замовив 13 епізодів для першого сезону 14 жовтня 2014 р. Прем'єра відбулася 12 червня 2015 р. на Syfy. 1 вересня 2017 року Syfy закрив телесеріал через низькі рейтинги.
Серіал зображає пригоди екіпажу космічного корабля, який прокидається без пам'яті про те, хто вони та як потрапили на борт. Їм доводиться спільно працювати, щоб з'ясувати своє минуле й протистояти змовам, які стоять за ним.

## Сюжет

### Перший сезон
Шестеро незнайомців виходять зі стану анабіозу і прокидаються практично одночасно на борту космічного корабля «Раза». Життєзабезпечення ледве функціонує, він розгерметизований і сильно пошкоджений. Четверо чоловіків і дві жінки не пам'ятають про себе нічого, навіть власних імен, вони поняття не мають, де знаходяться і яка їхня місія. Вони вирішують називати себе по цифрах, у порядку, в якому прокидалися, щоб уникнути плутанини — Перший, Друга, Третій, Четвертий, П'ята, Шостий. Група вирішує дослідити корабель, де на них нападає андроїд-жінка, яку вдається зупинити з великими труднощами, а пізніше перепрограмувати. Коли ж їм вдається відшукати в комп'ютері інформацію про себе, екіпаж виявляє, що всі вони — розшукувані злочинці.
Як з'ясовується, їх було послано вбити групу шахтерів «Ferrous Corp». Повагавшись, екіпаж відмовляється від цієї місії та спрямовує «Разу» на ремонт до космічної станції. Їм доводиться продати частину вантажу аби заплатити майстрам. Згодом між членами екіпажу наростає напруга через взаємні підозри в саботажі й приховуванні спогадів. На зв'язок виходить їхній наймач Табор Кальчек і вимагає полагодити автопілот аби доставити таємничий вантаж. Команда погоджується.
П'ята шляхом сканування мозку розкриває своє справжнє ім'я — Дас, і що вона опинилася на «Разі» випадково. Завдяки їй вдається відкрити відсік корабля, де знаходиться заморожена жінка Сара та андроїд Венді. Сара після пробудження розповідає як колись врятувала Третього — Маркуса, і що вони були парою. Однак, у жінки виявляється невиліковна хвороба, через яку її й тримали в анабіозі, і невдовзі вона помирає.
Шостий користується на одній зі станцій послугою створення тимчасового клона, яким можна пожити на відстані. Він вирішує помститися з його допомогою Генералу, ватажку повстанців проти Галактичної Влади, але той також виявляється клоном. Четвертий на ім'я Рьо розкриває, що він син імператора Принципату Зайрона.
Команду наймає група піратів, яка зраджує їх і захоплює корабель. «Разу» вдається відвоювати, та екіпаж розуміє, що один з них зрадник.

### Другий сезон
Команду схоплюють і кидають до в'язниці. Маркус і Рьо знаходять союзників Аракса, Дейвона та Нікс і організовуються втечу. Шостий виявляється агентом Галактичної Влади, але побачивши її корумпованість, повстає і звільняє товаришів. Перший, як повідомляють новини, був убитий. Андроїд допомагає знайти ліки та розшукати інформацію про вбивць. Екіпаж захоплює Кальчека, котрий ділиться відомостями про Джейса Корсо — вбивцю Першого. Корсо вислідковують на одній з планет і страчують.
Друга на ім'я Порша виявляється синтетичною людиною і нанороботи в її тілі потребують відновлення. Для цього «Раза» летить на пошуки Землі, де знаходиться потрібне обладнання корпорації «Red Dwarf».
Завдяки Андроїду Рьо цілком відновлює свої спогади й розробляє план з повернення трону Зайрона. В цей час відбувається саміт галактичних корпорацій, між якими є загроза війни. На станції, де проводиться зустріч, невідомі закладають бомбу і команда «Рази» втручається аби відвернути вибух.

### Третій сезон
Саміт зривається через вибух, «Раза» тікає і її екіпаж розшукує новий «Блимаючий двигун». Його установка, однак, спричиняє дивні переміщення в просторі й часі. Рьо намагається викрасти двигун, але його план зазнає невдачі. Корабель встряє у повстання шахтарів проти корпорацій. Частина екіпажу опиняється в часовій петлі, що дозволяє передбачити майбутні події. Корабель тимчасово переноситься до паралельного світу, де відбулася руйнівна змова. Повернувшись, команда виявляє, що ця змова готується і в їхньому світі.
Згодом вже в рідному світі з'являється копія «Рази» разом з екіпажем, який ніколи не втрачав спогади, що співпрацює з ворогами оригіналів. Корпорація «Red Dwarf» створює на космічній платформі клонів, якими може діяти дистанційно. Різні деталі вказують, що насправді клонами та «Red Dwarf» керує якась невідома сила — імовірно, інші розумні істоти, що готують вторгнення в галактику.
Підозри щодо прибульців справджуються, істоти з іншого всесвіту маніпулюють екіпажем «Рази» аби знищити верф «Ferrous Corp». Коли задум майже провалюється, Шостий підриває верф «Блимаючим двигуном» і гине. В результаті між світами утворюється розрив, крізь який вторгається армада прибульців.

## Ролі

### Головні
Марк Бендавід — Перший / Джейс Корсо. Центральний чоловічий персонаж, який прокинувся першим на кораблі, загалом чесна і добра людина. Є моральним зразком для екіпажу «Рази», який завжди намагається робити правильні речі, попри труднощі, що виникають у нього на шляху, і непопулярність його рішень. Бореться за свої ідеали до останнього. Має приємну зовнішність і в той же час довірливий. Він називається Джейсом Корсо, хоча насправді його ім'я та прізвище невідомі. Він трохи шибайголова, найближче для нього підходить образ героя команди. Йому подобається Портія (Порша) Лін.
Як з'ясовується згодом, Джейс Корсо з команди корабля є самозванцем. Оригінальний Джейс Корсо — його протилежність, він серйозний, небезпечний убивця, найманець, який був найнятий для служби на «Разі», але його змусили на деякий час піти в підпілля. Кримінальні звинувачення: вбивство, напад, викрадення, торгівля людьми. Йому запропонували роботу в команді, хоча він найманець-самітник, аби знищити колонію шахтарів на замовлення однієї з корпорацій. Але пізніше Джейс дізнався, що самозванець розгулює з його обличчям і зайняв місце оригінала на кораблі. Справжній Корсо дійшов висновку, що Перший — не клон і не близнюк, його зовнішній вигляд може бути тільки результатом пластичної операції. Марк Бендавід — єдиний актор у серіалі, хто грає дві ролі.
Мелісса О'Ніл — Друга / Порша Лін. Центральний жіночий персонаж, прокинулася другою на кораблі. Порша Лін жорстка характером і всередині, і зовні. Має справжні задатки лідера, показуючи міцність, досить вперта, не дозволить нікому і нічому встати у неї на шляху. Вона може бути холодною і непроникною і в той же час продемонструвати дивовижне співчуття — знак істинного лідера. В неї явні здібності вбивці, вона знає бойові мистецтва, її рани швидко загоюються. Кримінальні звинувачення: вбивство, підпал, крадіжка, піратство. Вона — красива і сексуальна молода жінка, яка викликала чоловічий інтерес у Першого і Третього. В другому епізоді Порша помітно засмучена інформацією від андроїда, відмовляється реагувати на своє ім'я, ніби намагається дистанціюватися від свого минулого.
Ентоні Лемке — Третій / Маркус Бун. Центральний чоловічий персонаж, прокинувся третім на кораблі. Аморальний, зухвалий і має сильне почуття самозбереження, протилежність Першого. У Маркуса великий досвід роботи з широким спектром вогнепальної зброї. Кримінальні звинувачення: вбивство, напад, викрадення і піратство. З Портією Маркуса поєднують романтичні чи сексуальні стосунки.
Імпульсивний і цинічний, його цікавлять тільки власні інтереси, почуття наживи. Підозрює, що в амнезії команди екіпажу винен Перший. Пізніше його підозри зміцнюються, коли дізнається, що Перший — не той, за кого себе видає, у зв'язку з чим шантажує його. Однак, він здатний на ефективну роботу, включаючи дует з Першим. Маркус — найманець, за типом Хана Соло, що завжди думає тільки про себе. Але йому доводиться змиритися з тим фактом, що, якщо він збирається виживати досить довго, щоб досягти безпечних зовнішніх колоній, він змушений буде навчитися ладити з командою.
Алекс Малларі-молодший — Четвертий / Рьо Тецуда. Центральний чоловічий персонаж, прокинувся четвертим на кораблі. Він похмурий і небагатослівний чоловік, у бою з ворогом є жорстоким і нещадним, досвідчений майстер холодної зброї. Кримінальні звинувачення: вбивство, напади і піратство. В епізоді 4 першого сезону з'ясовується, що батько Рьо, імператор Ішіда, був убитий, і Рьо підозрюють в цьому. Рьо керується кодексом воїна, при цьому він лояльний член екіпажу та відданий учасник команди «Рази». Здобувши трон батька, він віддаляється від команди та часом навіть проявляє ворожість.
Джодель Ферланд — П'ята / Дас. Центральний жіночий персонаж, прокинулася п'ятою на кораблі, талісман команди. Вона надзвичайно досвідчена в області електротехніки, попри те, що наймолодша з команди. Має загадкові видіння і сни, в яких розкривається минуле її товаришів, при цьому не розуміє, кому вони належать. Вона наївна та має схильність легко потрапляти у біду. Дас — єдиний член екіпажу, яка не перебуває в галактичному розшуку. Відповідно її справжня особистість, як і Першого, також невідомі. Те ж саме стосується її кримінальних злочинів, якщо вони взагалі існують.
Роджер Крос — Шостий / Гріффін Джонс. Центральний чоловічий персонаж, прокинувся шостим на кораблі. Він може виглядати загрозливо, проте у нього добре серце і свій кодекс честі. Попри втрату пам'яті, він продемонстрував особливу схильність до пілотування шаттлом. Кримінальні злочини: вбивство, напади та контрабанда. Стриманий здоровань і простий у спілкуванні, його спокійна впевненість приховує сильний розум і філософський характер.
Зої Палмер — андроїд. Центральний жіночий персонаж, постійно шукає порозуміння з екіпажем. В неї часто дитяча поведінка. З досвідом взаємодії з екіпажем вона навчається зрозуміти дії людини і емоції. Андроїд здебільшого нагадує дворецького, ніж типового робота — уважна, точна, з тонким почуттям гумору. Є незамінним членом команди, оскільки може здійснювати контроль над усіма системами корабля та виживати в умовах, смертельних для людей.

### Другорядні
Девід Г'юлетт — Табор Кальчек. Другорядний чоловічий персонаж, інформатор екіпажу. Він використовує свої зв'язки в злочинному світі, щоб забезпечити екіпаж завданнями. Розумний, маніпулятивний, опортуністичний і дуже переконливий, що робить його хорошим агентом. Андроїд зауважила, що Кальчек має недолік терпіння і такту.
Аманда Брюгель — Кілі. Мешканка колонії гірників разом із Нассаном і Міреєм.
- Вілл Вітон — Алекс Рук
- Торрі Хіггінсон — командувач Делані Труффаулт
- Рубі Роуз — Венді
- Джессіка Сіпос
- Джон Кор
- Конрад Пла
- Енніс Есмер
- Керрі Г'юітт — сержант Восс

## Список епізодів

### Перший сезон
| № серії (загалом) | № серії (в сезоні) | Назва серії        | Режисер(и)      | Сценарист(и)               | Оригінальна дата показу | Глядачів в США (млн) |
| --- | ------------------ | ------------------ | --------------- | -------------------------- | ----------------------- | -------------------- |
| 1 | 1                  | «Episode One»      | Т. Дж. Скотт    | Джозеф Маллоззі, Пол Маллі | 12 червня 2015          | 1,28                 |
| Шестеро людей виходять з анабіозу на кораблі «Раза» в космосі, але не мають жодного поняття, хто вони. Вони знаходять на борту андроїда, який нападає на них. Корабель прибуває в пункт призначення, на шахтарську колонію, де видобувають цінний тарій. Одна з корпорацій бажає зайняти планету. Герої дізнаються з розшифрованих файлів на борту, що п'ятеро з них є вбивцями і вони повинні знищити населення планети призначення. До того ж на кораблі виявляється відсік з дверима, які неможливо ні відчинити, ні пробити будь-якою зброєю. |                    |                    |                 |                            |                         |                      |
| 2 | 2                  | «Episode Two»      | Т. Дж. Скотт    | Джозеф Маллоззі, Пол Маллі | 19 червня 2015          | 0,26                 |
| Екіпаж «Рази», дізнавшись про своє завдання, постає перед вибором: виконати його або покинути колонію. Після вагань екіпаж вирішує допомогти шахтарям та дізнається, що Ferrous Corp планує влаштувати на планеті вибух. Група вирушає до найближчої космічної станції з метою поремонтувати «Разу» і поповнити запаси. В теж час у снах П'ятої з'являються спогади інших людей, а Третій розмірковує над великими недоступними дверима, які він виявив. |                    |                    |                 |                            |                         |                      |
| 3 | 3                  | «Episode Three»    | Паоло Барзмен   | Мартін Джеро               | 26 червня 2015          | N/A                  |
| П'ята вирішує дослідити коридори корабля і знаходить тіло застреленого хлопчика. Це викликає підозри, що хтось з екіпажу раніше вбив його. Незабаром виявляється проникнення на борт радіації, імовірно, через диверсію. Члени екіпажу вважають, що диверсант знаходиться серед них. Спроба андроїда виявити диверсанта даремна. Добровольці вирушають в космос ремонтувати надсвітловий гіперпривід. |                    |                    |                 |                            |                         |                      |
| 4 | 4                  | «Episode Four»     | Аманда Таппінг  | Джозеф Маллоззі            | 3 липня 2015            | N/A                  |
| «Раза» прибуває до космічної станції. Перший і третій шукають де можна продати зброю з корабля. Шостий хоче полікувати свої рани, а Друга і П'ята грають в азартні ігри. Перший і Третій зустрічають двійника Першого, який іде в атаку, тільки щоб виявити тривожну правду про його друге я. Четвертий дізнається про свою справжню особистість, що він був сином Імператора однієї з фракцій людства, і що він перебуває в розшуку за вбивство батька. |                    |                    |                 |                            |                         |                      |
| 5 | 5                  | «Episode Five»     | Лі Роуз         | Пол Маллі                  | 10 липня 2015           | N/A                  |
| Екіпаж знаходить їхній роботодавець, Табор Кальчек. Він дає завдання висадитися на безлюдний космічний корабель, на якому автоматично підтримувалася атмосфера, придатна для дихання. Однак на кораблі виявляється вірус. Команді доводиться боротися за виживання на кораблі з жертвами зомбі-чуми. |                    |                    |                 |                            |                         |                      |
| 6 | 6                  | «Episode Six»      | Рон Мерфі       | Пол Маллі                  | 17 липня 2015           | N/A                  |
| П'ята користується пристроєм для зчитування пам'яті, щоб більше дізнатися про себе. Вона відкриває, що знайдений мертвий хлопчик був її другом і вони лишилися єдиними вцілілими з вуличної банди, котрі пробралися на «Рази». Також вона спостерігає минуле Четвертого, який був сином Імператора Ішіди Тецуди. Проте П'ята застрягає в світі спогадів і Шостому доводиться рятувати її проникненням у її пам'ять. Але він теж дізнається більше про своє минуле, що змінить Шостого назавжди. |                    |                    |                 |                            |                         |                      |
| 7 | 7                  | «Episode Seven»    | Брюс Макдональд | Роберт Купер               | 24 липня 2015           | 0,53                 |
| Екіпаж «Рази» отримує доступ до досі закритого відсіку корабля, де знаходить в стазисі смертельно хвору жінку та андроїда Венді, яка запрограмована на виконання широкого спектра занять, включаючи кулінарію, ігри і секс. Минуле Третього розкривається — Сара заповнює його історію, у той час як новий андроїд доводить, що її зовнішній вигляд оманливий. Програма Венді замінюється наказом Сайруса Кінга — людини, що хоче помститися команді знаючи, що андроїд буде активований. |                    |                    |                 |                            |                         |                      |
| 8 | 8                  | «Episode Eight»    | Т. В. Пікок     | Тревор Фінн                | 31 липня 2015           | N/A                  |
| Екіпаж зупиняється на космічній станції для дозаправки і відпочинку, але у Шостого інші плани – помста за наклеп про вбивство батька. Він використовує технологію дистанційно керованих клонів, щоб спробувати знайти брата, на якого й падають підозри. П'ята повідомляє про це екіпажу, Перший і Четвертий намагаються зупинити його. В ході дії при цьому виявляються дві приголомшливі новини. Після зустрічі з клоном Першого виявляється, що оригінал змінив свою зовнішність, а клон — це копія чоловіка Джейса Корсо. Копаючи глибше в свій генетичний профіль, Перший виявляє свою справжню особистість і можливий зв'язок з Третім.                                                |                    |                    |                 |                            |                         |                      |
| 9 | 9                  | «Episode Nine»     | Рон Мерфі       | Джозеф Маллоцці            | 7 серпня 2015           | N/A                  |
| Четвертий полишає корабель, щоб зустрітися і поговорити з своїм зведеним братом-імператором, аби довести свою невинність у вбивстві батька, але це пастка. По прибутті на місце зустрічі, його полонить колишній вчитель Акіта. Четвертий намагається переконати Акіту у своїй правоті. Екіпаж розмірковує, чи варто їм покинути Четвертого або врятувати його, вважаючи, що його право на трон може зробити його корисним союзником. Врешті-решт вони вирішують врятувати товариша. Четвертий вбиває Акіту на знак своєму братові. Повернувшись в космос, екіпаж виявляє що до «Рази» підійшли три великих есмінця «Рудної корпорації». Їх залп виводить з ладу надсвітлові двигуни «Рази». |                    |                    |                 |                            |                         |                      |
| 10 | 10                 | «Episode Ten»      | Джон Стід       | Пол Маллі                  | 14 серпня 2015          | N/A                  |
| Три корабля «Синдикату Мікеї» виходять з гіперпростору між конфронтуючими «Разою» і есмінцями «Рудної корпорації», змушуючи останніх тікати. Командер Трюффо, з якою Друга вела переговори від імені шахтарів, висаджується на борт «Рази» із завданням для екіпажу викрасти таємничий пристрій з науково-дослідної станції. Зневірившись зберегти «Синдикат Микеї» як союзника, команда вимушена об'єднатися з групою найманців на чолі з Векслером для виконання місії. Щойно вони викрадають пристрій і повертаються на «Разу», найманці атакують екіпаж, та викидають Другу в космос. |                    |                    |                 |                            |                         |                      |
| 11 | 11                 | «Episode Eleven»   | Мартін Вуд      | Пол Маллі                  | 21 серпня 2015          | N/A                  |
| Найманці Векслера мають намір отримати винагороду за заручників, встановлену за їх голови Галактичною Владою. Поки вони намагаються отримати додаткову інформацію від Першого, знову трапляються несправності з гіпердвигунами. Друга виявляється дуже просунутою синтеткою і має здатність виживати в безповітряному просторі. Але перш, ніж їй вдасться повернути корабель з допомогою П'ятої, чоловіки — члени екіпажу повинні подолати кисневе голодування в герметичному сховищі. |                    |                    |                 |                            |                         |                      |
| 12 | 12                 | «Episode Twelve»   | Енді Мікіта     | Джозеф Маллоцці            | 28 серпня 2015          | 0,40                 |
| Посередник команди Табор Кальчек посилає екіпаж на іншу місію, щоб повернути вченого, утримуваного проти його волі. Але команда незабаром виявляє, що це пастка і бореться за свої життя проти вченого Алекса Рука. Олександр «Алекс» Рук виявляється президентом і виконавчим директором науково-технічної корпорації «Red Dwarf», в якій і була створена Друга. |                    |                    |                 |                            |                         |                      |
| 13 | 13                 | «Episode Thirteen» | Енді Мікіта     | Джозеф Маллоцці, Пол Маллі | 28 серпня 2015          | 0,40                 |
| Після відключення андроїда, провідною метою екіпажу стає пошук зрадника. Це заняття загрожує поставити під загрозу дружбу і відносини в колективі. Людина, відповідальна за очищення пам'яті, робить хід. Епізод закінчується тим, що солдати Галактичної Влади штурмують корабель, захоплюючи і конвоюючи членів команди, крім Шостого/Гріффіна Джонса, який вільно йде поруч з керівником групи Галактичної Влади. |                    |                    |                 |                            |                         |                      |

### Другий сезон
| № серії (загалом) | № серії (в сезоні) | Назва серії                                 | Режисер(и)      | Сценарист(и)               | Оригінальна дата показу | Глядачів в США (млн) |
| --- | ------------------ | ------------------------------------------- | --------------- | -------------------------- | ----------------------- | -------------------- |
| 14 | 1                  | «Welcome to Your New Home»                  | Аманда Таппінг  | Пол Мулі                   | 1 липня 2016            | 0,45                 |
| Команда «Рази» опиняється в ув'язненні на тюремному астероїді. Шостий розповідає, що насправді він Кел Варрік, агент Галактичної Влади. При зустрічі з Трюффо, Третій отримує цінну інформацію, яка може всім допомогти звільнитись. А Першого звільняє його корпорація, проте згодом убиває Джейс Корсо. |                    |                                             |                 |                            |                         |                      |
| 15 | 2                  | «Kill Them All»                             | Брюс Макдональд | Джозеф Маллоззі            | 8 липня 2016            | N/A                  |
| В'язні планують втечу, поки корпорації готують їх убивство й намагаються добути якісь відомості з корабля. Отримані від капітана Трюффо відомості допомагають скласти план звільнення. |                    |                                             |                 |                            |                         |                      |
| 16 | 3                  | «I've Seen the Other Side of You»           | Стів Димарко    | Пол Мулі                   | 15 липня 2016           | N/A                  |
| Через втручання в систему з'єднання корабля й андроїда відбувається помилка. Через неї Друга, Третій та Четвертий згадують своє життя до стирання спогадів, але втрачають спогади, отримані після цього, що призводить до великих проблем для нового екіпажу і П'ятої. |                    |                                             |                 |                            |                         |                      |
| 17 | 4                  | «We Were Family»                            | Джон Стід       | Джозеф Маллоззі            | 22 липня 2016           | N/A                  |
| Третій виходить на контакт із бандою, до якої входив перед тим, як опинилася на «Разі». У П'ятої зникає ключ-картка, викрадена нею раніше на одній з місій. Андроїд отримує програмне поліпшення — незаконний модуль емоцій, і заводить нові знайомства. Таємний агент в цей час намагається з'ясувати, де знаходиться вкрадений П'ятою ключ. |                    |                                             |                 |                            |                         |                      |
| 18 | 5                  | «We Voted Not to Space You»                 | Рон Мерфі       | Пол Маллі                  | 29 липня 2016           | N/A                  |
| Команда наважується помститися за вбивство Першого, але з'ясувати і виявити, де переховується зловмисник, є вельми великою проблемою. Для вирішення цієї проблеми залучається Андроїд. Команда опиняється в підземній пастці, де стикається з Корсо. |                    |                                             |                 |                            |                         |                      |
| 19 | 6                  | «We Should Have Seen This Coming»           | Брюс Макдональд | Роберт Купер               | 5 серпня 2016           | N/A                  |
| Аби продовжувати діяльність, потрібні кошти. Команда «Рази» вирішує влаштувати наліт. Нікс пропонує ціль — викрасти вантаж наркотиків, але на команду чекає засідка. |                    |                                             |                 |                            |                         |                      |
| 20 | 7                  | «She's One of Them Now»                     | Джейсон Прістлі | Гарлі Пейтон               | 12 серпня 2016          | N/A                  |
| Команді стало відомо, що ключ П'ятої розшукує Аліша Монро. Для з'ясування призначення цього ключа команда наважується вирушити в саме лігво Монро з допомогою клонів. |                    |                                             |                 |                            |                         |                      |
| 21 | 8                  | «Stuff to Steal, People to Kill»            | Енді Мікіта     | Джозеф Маллоцці            | 19 серпня 2016          | N/A                  |
| Знайдений за ключем пристрій виявляється «Блимаючим двигуном», за допомогою якого корабель зможе миттєво переміщатися в просторі. Командир приймає рішення з тестування двигуна, але при тестуванні відбувається помилка. Корабель переміщається в альтернативну реальність, в якій між корпораціями триває війна, а команда «Рази» є ворогом № 1 для них усіх. Через помилку підключення без адаптера «Блимаючий двигун» виходить з ладу, позбавивши екіпаж змоги повернутися. |                    |                                             |                 |                            |                         |                      |
| 22 | 9                  | «Going Out Fighting»                        | Пітер Делуїз    | Івон Р. Барток             | 26 серпня 2016          | N/A                  |
| У Другої з'являється серйозна проблема зі здоров'ям — нанороботи в її тілі зносилися. Для порятунку необхідно викрасти технологію корпорації«Red Dwarf», де вже існують досконаліші синтети. |                    |                                             |                 |                            |                         |                      |
| 23 | 10                 | «Take the Shot»                             | Пол Дей         | Пол Маллі                  | 2 вересня2016           | N/A                  |
| Андроїд зауважує дивну й нехарактерна для неї поведінку. Згодом це призводить до великих проблем для команди, які доводиться приймати рішення якомога швидше. Проблема, імовірно, пов'язана з вірусом з паралельного світу. |                    |                                             |                 |                            |                         |                      |
| 24 | 11                 | «Wish I'd Spaced You When I Had the Chance» | Майрзі Алмас    | Джозеф Маллоцці            | 9 вересня 2016          | N/A                  |
| В ході поповнення запасів на членів екіпажу нападають незнайомці та викрадають одного з них. У той же час доводиться зіткнутися з галактичною поліцією, яка шукає екіпаж за підозрою у вині в вибусі планети. |                    |                                             |                 |                            |                         |                      |
| 25 | 12                 | «Sometimes In Life You Don't Get to Choose» | Вільям Варінг   | Джозеф Маллоцці, Пол Маллі | 9 вересня 2016          | N/A                  |
| Рю Ішіда вирішує повернути належний йому трон. У той час як Імперія Ішіда веде важку війну з державою Пірр, у них з'являється новий союзник, але цей союзник — новий ворог «Рази». Рьо береться покарати справжнього вбивцю батька, яким виявляється його ж мати. |                    |                                             |                 |                            |                         |                      |
| 26 | 13                 | «But First, We Save the Galaxy»             | Рон Мерфі       | Джозеф Маллоцці. Пол Маллі | 16 вересня 2016         | N/A                  |
| «Раза» вирушає до станції, вибух на якій спричинив війну в альтернативному світі. При допомозі Трюффо П'ята проникає на станцію аби завадити катастрофі. Рьо, ставши імператором, досліджує історію альтернативного світу й довідується про загрозу для своєї держави. |                    |                                             |                 |                            |                         |                      |

### Третій сезон
| № серії (загалом) | № серії (в сезоні) | Назва серії                       | Режисер(и)         | Сценарист(и)               | Оригінальна дата показу |
| --- | ------------------ | --------------------------------- | ------------------ | -------------------------- | ----------------------- |
| 27 | 1                  | «Being Better Is So Much Harder»  | Рон Мерфі          | Джозеф Маллоцці            | 9 червня 2017           |
| Різними шляхами члени екіпажу «Рази» змогли врятуватись. Трюффо і П'ята стикаються з крейсером «Ferrous Corp». Третій тікає на планету поблизу з лейтенантом Ендерсом, де їм доводиться співпрацювати. Друга і Шостий досягають корабля, який виявляється сильно пошкоджений. |                    |                                   |                    |                            |                         |
| 28 | 2                  | «It Doesn't Have To Be Like This» | Брюс Макдональд    | Пол Маллі                  | 9 червня 2017           |
| Екіпаж «Рази» атакує базу Ішіди, де, на їхню думку, досліджують «Блимаючий двигун». Випадково база опиняється в кишені незвичайного нульового простору. П'ята зустрічається з негативними наслідками сканування власного мозку. |                    |                                   |                    |                            |                         |
| 29 | 3                  | «Welcome to the Revolution»       | Стів Димарко       | Джозеф Маллоцці            | 16 червня 2017          |
| Шостий переконує допомогти повстанню на одній з планет. Коли через вибух лідер повстання гине, команда воліє відмовитись від задуму, але народ бажає продовжити боротьбу. Придушити повстання прибуває особисто Генерал, який давно розшукує команду. Андроїд виявляє, що свідомість Сари було збережено в комп'ютері корабля. |                    |                                   |                    |                            |                         |
| 30 | 4                  | «All the Time in the World»       | Рон Мерфі          | Джозеф Маллоцці            | 23 червня 2017          |
| Третій опинився в часовій петлі, переживаючи той самий день знову і знову. Йому доводиться переконати команду в тому, що це відбувається насправді, та випадає нагода врятувати «Разу» й дізнатись про загрозу для галактики в майбутньому. |                    |                                   |                    |                            |                         |
| 31 | 5                  | «Give It Up, Princess»            | Дж. Б. Шуга        | Пол Маллі                  | 30 червня 2017          |
| П'ята і колишній помічник Табора, Адріан, опиняються в неволі. Аби визволити їх, команда розшукує коханку Табора. В ході цього команда виявляє плани «Ferrous Corp» з будівництва армади кораблів на величезній космічній верфі. |                    |                                   |                    |                            |                         |
| 32 | 6                  | «One More Card To Play»           | Гейл Гарві         | Елісон Гепберн             | 7 липня 2017            |
| Команда з альтернативного світу викрадає корабель Ішіди та бойові ракети. Двійники планують напад на оригінальну команду, проте в її лавах не всі згідні з цим задумом. |                    |                                   |                    |                            |                         |
| 33 | 7                  | «Wish I Could Believe You»        | Пол Дей            | Івон Р. Барток             | 14 липня 2017           |
| Шостий отямлюється на борту «Рази», яка виявляється симуляцією «Ferrous Corp». Тим часом реальна команда намагається повернути Шостого. Той знаходить спосіб обманути творців симуляції аби повідомити свої координати. |                    |                                   |                    |                            |                         |
| 34 | 8                  | «Hot Chocolate»                   | Джон Стід          | Лоурен Бенкрофт-Вілсон     | 21 липня 2017           |
| На саміт відокремлених колоній здійснюється напад, всі учасники екстрено залишають місце зустрічі. Тим часом на «Разі» відбуваються збої, які дозволяють клонам Рьо і його людей захопити судно аби забрати «Блимаючий двигун». І тільки один член екіпажу залишається непоміченим і може знайти шлях до порятунку. |                    |                                   |                    |                            |                         |
| 35 | 9                  | «Isn't That A Paradox?»           | Крейг Девід Воллес | Джозеф Маллоцці, Пол Маллі | 28 липня 2017           |
| При активації «Блимаючого двигуна» весь екіпаж непритомніє. Отямившись, вони виявляють, що корабель перемістився на 600 років у минуле, в початок XXI століття. Аби з'ясувати як повернутися назад, «Раза» повинна вирушити до єдиної населеної планети — Землі, звідки дивним чином надходить сигнал від іншого «Блимаючого двигуна». Однак їм на заваді стають надто допитливі сусіди.                                                                             |                    |                                   |                    |                            |                         |
| 36 | 10                 | «Built, Not Born»                 | Мелані Орр         | Джозеф Маллоцці            | 4 серпня 2017           |
| До Андроїда надходить прохання про допомогу від її творця. Команда «Рази» знаходить за вказаними координатами смертельно хвору доктора Ірену Шоу, котру обслуговує андроїд, ідентичний їхньому. Андроїд з «Рази» погоджується врятувати її нанороботами із власного тіла. Заразом з'являється шанс воскресити Сару в новому тілі. |                    |                                   |                    |                            |                         |
| 37 | 11                 | «The Dwarf Star Conspiracy»       | Стів Димарко       | Пол Маллі                  | 11 серпня 2017          |
| «Раза» натрапляє на таємну космічну платформу «Red Dwarf», де зберігаються в анабіозі копії різних людей. Це свідчить, що корпорація впроваджує своїх агентів в різні структури для якнайшвидшої перемоги і контролю галактики в майбутньому. Третій підозрює, що за боротьбою корпорацій стоїть якась поки не бачена сила. Розслідування виводить на існування прибульців з іншого всесвіту, який гине, і його жителі готують вторгнення в наш.                     |                    |                                   |                    |                            |                         |
| 38 | 12                 | «My Final Gift To You»            | Брюс Макдональд    | Джозеф Малоцці, Пол Маллі  | 18 серпня 2017          |
| Хитрощами Рьо вдається заманити всіх членів екіпажу «Рази» в пастку. Пропонуючи в обмін на «Блимаючий двигун» великі гроші, він спокушає кожного, щоб посіяти розбрат і надломити волю команди. Використовуючи таємниці минулого і сумні секрети, він майже схиляє команду до згоди. Тим часом імперія Ішіди тріщить по швах, розділена війною і внутрішніми ворогами, які готові завдати удару в будь-який момент.                                                  |                    |                                   |                    |                            |                         |
| 39 | 13                 | «Nowhere To Go»                   | Рон Мерфі          | Пол Маллі                  | 25 серпня 2017          |
| Друга замислює вбити Рьо, тим часом спливає інформація про розташування корабельні «Ferrous», з якою корпорація матиме перевагу. Трюффо намагається підірвати верфь, але стає жертвою обману. Зазнавши невдачі, вона скликає на бій біля корабельні всі кораблі, які може знайти. Друга опиняється під контролем прибульця, але передає попередження. Шостий вирушає на самовбивчу місію аби підірвати верфь «Блимаючим двигуном», що отримує несподіваний наслідок. |                    |                                   |                    |                            |                         |

## Виробництво
Серіал засновано на однойменному коміксі, сценарії якого написав Джозеф Маллоцці. Він від самого початку планував історію як сюжет телесеріалу, після того як рейтинги «Зоряної брами» почали падати, проте пропозиція не зацікавила телекомпанії. Маллоцці потім адаптував сценарій для коміксу. Вже на основі коміксу, що був виданий Dark Horse Comics у чотирьох томах 2012 року, він написав сценарій для телебачення.
Основне знімання першого сезону розпочали в Торонто, Канада 9 січня 2015 р. і закінчилися 20 травня 2015-го. Прем'єра серіалу відбулася в Австралії 13 червня 2015 р. в австралійській версії Syfy.

## Оцінки й відгуки
Прем'єра притягнула до себе увагу 273 тис. глядачів у нічному показі на телеканалі Space в Канаді і 1 млн 280 тис. глядачів під час прем'єри на каналі Syfy в США. Проте впродовж показів рейтинги падали і третій сезон вже мав удвічі менше переглядів. «Темна матерія» стала найменш оціненим серіалом Syfy 2016—2017 років. У той же час критики оцінили перший сезон як посередній, а наступні одноголосно схвалювали.
Рейтинг на IMDb — 7,5/10. На Rotten Tomatoes рейтинг «свіжості» серіалу складає 68 % для першого сезону та по 100 % для другого й третього.